# Skramsø Plantage
Skramsø er et skovgods i Feldballe Sogn, Syddjurs Kommune oprettet 1908 og centrum for Skramsø Plantage på i alt ca. 1400 hektar. 
Hovedbygningen er opført 1919 i to etager i nyklassicistisk stil med enkelte træk, bl.a. de klinkbeklædte træfacader, fra nordamerikansk colonial style. Vinduesudformningen med opgående rammer er et angelsaksisk bygningstræk. Huset afsluttes af et stort helvalmet tegltag. Arkitekter var Albert Oppenheim og Viggo Jacobsen, som også lod vandmøllen ombygge til elværk (1920).
Ved siden af plantagevillaen ligger et lille trelænget gårdanlæg, som sikkert er bygget samtidig med villaen. Gårdanlægget er opført i bindingsværk, har tegltag og afvalmede gavle.